# The Secret History of the Moon
The Secret History of the Moon é um curta-metragem animado documental e hipotético criado pelo musicista e diretor John D. Boswell. Explora as explicações propostas de como a Lua foi formada, usando as rochas coletadas pela Apollo 11. Várias fotos do filme foram postadas no Twitter e um teaser foi postado no dia 1 de abril, antes de ser lançado no Melodysheep no dia 30 de abril.

## Sumário
Após a missão Apollo 11 acabar, geoquímicos descobriram que as assinaturas químicas, especificamente os isótopos elementais, da Terra e da Lua, são idênticos; e também que os elementos voláteis foram vaporizados. Tudo isso levou à várias explicações propostas de como a Lua possa ter se formado e como ela se tornou aquela que vemos atualmente:
- Hipótese do grande impacto: a Lua foi formada pela ejeção resultante da colisão entre a proto-Terra e um proto-planeta do tamanho de Marte chamado Theia, aproximadamente 4,5 bilhões de anos atrás, no éon Hadeano (cerca de 20 a 100 milhões após o Sistema Solar ter coalescido). Entretanto, a cientista planetária Dra. Sarah T. Stewart posteriormente diz que a Terra e a Lua são feitas dos mesmos materiais, enquanto a colisão teria feito com que a Lua fosse formada em grande parte dos detritos de Theia. Portanto, essa teoria pode não estar correta.

- Hipótese do Georeator: elementos radioativos, tais como urânio, podem ter se tornado tão concentrados no subterrâneo devido a força inercial centrífuga, que resultaram numa explosão nuclear subterrânea, fazendo com que uma grande quantidade de rochas fosse expelida da Terra. Materiais ejetados lentamente coalesceram na Lua. Também é exibido ceticismo, principalmente quanto ao urânio e sua capacidade de causar tremenda explosão. Apesar de não ser mencionado, a força centrifuga teria uma intensidade menor do que a necessária para produzir tal explosão nuclear.

- Hipótese da Sinestia: Uma re-examinação da Hipótese do Grande Impacto. A Terra foi atingida pela Theia com tamanha intensidade que se tornou uma bolha de rocha líquida e vaporizada, uma sinestia. Ao ser atingida, todos os gases, incluindo os elementos que explicariam os isótopos idênticos, foram misturados em algumas horas. A Lua cresceu da chuva de magma condensada do vapor de rocha. Então a Lua secretamente orbitou a sinestia, a Terra, por anos, antes de ser revelada enquanto o ambiente esfriou e encolheu. Essa teoria foi aprovada pela Dra. Stewart e apesar de ainda não ter sido provada, esta nova teoria pode explicar de forma mais certeira do que nunca as similaridades entre a Terra e a Lua.

O filme então analisa a possibilidade da Lua ter tido água líquida e ainda mesmo uma vida própria, com a evidência sendo a do vulcanismo lunar expelindo vapor de água. Também vê a possibilidade de microrganismos saindo da Terra via impactos de asteroides e vivendo nas águas da Lua, apesar, de como o filme declara, "se houve vida na Lua, não foi para durar." Mas a Lua pode ter tido um papel fundamental na história da vida: pode ser que a vida na Terra deva a sua existência a Lua, por estabilizar o eixo terrestre, assim protegendo a vida de mudanças extremas no clima.
O filme acaba com a sugestão de que os humanos deveriam voltar a explorar a Lua e aprender mais sobre os seus "segredos". Citando o filme: "quer voltemos ou não, a Lua esperará, como sempre esperou, desde o seu nascimento".
Após os créditos, vem a dedicatória, "Para Zelda".

## Recepção
Comos os demais projetos do Boswell, o filme recebeu resenhas geralmente positivas tanto por Youtubers e espectadores regulares, apesar de, com cerca de 660,000 visualizações no dia 28 de agosto de 2020, é o seu documentário menos popular. Aeon diz que o filme "é a história da Lua de forma estilizada e especulativa, que pode estimular um senso de maravilhamento renovado pela nossa companheira celeste mais próxima". O The Awesomer diz que é "cativante", enquanto o blogger Clo Willaerts diz que é "um curta impressionante sobre o incrível passado da Lua".

## Trilha sonora
Toda trilha sonora é composta por John D. Boswell.
| N.º            | Título                 | Duração |  |
| 1.             | "Written in the Rocks" | 3:19    |  |
| 2.             | "Theia"                | 2:18    |  |
| 3.             | "Gaia"                 | 2:03    |  |
| 4.             | "Georeactor"           | 3:14    |  |
| 5.             | "Synestia"             | 3:04    |  |
| 6.             | "Moon Water"           | 3:33    |  |
| Duração total: | Duração total:         | 17:31   |  |